# 皮埃尔·米西
皮埃尔·米西（法語：Pierre Musy，1910年8月25日—1990年11月21日），瑞士男子雪车、马术运动员。他曾代表瑞士参加1936年冬季奥林匹克运动会和1948年夏季奥林匹克运动会，获得一枚金牌。